# Ауторска картица
Ауторска картица или шлајфна је мера за количину текста у издаваштву. Једна ауторска картица отприлике одговара једној страници текста откуцаној на писаћој машини. Ова мера није стандардизована и постоји неколико разних вредности за њену величину:
- 1.800 словних места (30 редова на страни са по 60 словних места у реду),
- 1.680 словних места (28 редова са по 60 словних места),
- 1.450 словних места[1].

Под словним местом се овде подразумева слово, број, знак интерпункције и размак — што отприлике одговара једном карактеру електронског текста.